# Ibores
L' ibores ou queso ibores est un fromage espagnol fabriqué au sud de la province de Cacéres, en Estrémadure. Il s'agit d'un fromage à pâte semi-dure au lait cru de chèvre. Il bénéficie d'une appellation d'origine protégée depuis 2005.

## Description
L'ibores se présente sous forme de tomes cylindriques de hauteur variant entre 5 et 9 cm, et de diamètre allant de 11 à 15 cm, pesant entre 650g et 1,2 kg. Les fromages sont recouverts d'une croûte lisse et semi-dure d'une couleur allant du jaune à l'orange foncé, suivant que le fromage ait été huilé et pimenté ou non. La pâte est blanche, onctueuse et présente de petits trous de tailles inégales.
Ce fromage à une teneur en matière grasse d'au moins 45% sur extrait, une teneur en protéine d'au moins 30% sur extrait sec et un extrait sec d'au moins 50% de la masse total. Son pH varie entre 5 et 5.5.

## Fabrication
L'ibores est fabriqué à partir de lait cru de chèvres de races Serrana, Verata, Retinta ou de leur croisement. Ces chèvres doivent être élevées dans une zone comprenant 35 communes, situées les régions naturelles de Ibores, Villuercas, La Jara et Trujillo, au sud est de la province de Cáceres.
Le lait est d'abord caillé par ajout de présure à une température autour de 30°C.  Le caillé est ensuite découpé jusqu'à obtenir un grain de 5mm à 1cm, puis moulé et pressé pendant une période allant de 3 à 8 heures. Les fromages sont ensuite salés puis affinés pendant au moins 60 jours. 
Une mention "fromage artisanal" est réservés aux fromages produits par les éleveurs de chèvres avec le lait de leurs troupeaux. Ces fromages doivent être affinés au minimum 100 jours.

## Histoire
La production de fromage dans la région est attestée depuis le XVe siècle à travers des actes exemptant d'impôt le marché de Trujillo. L'Ibores est protégé depuis 2005 à l'échelle européenne par une appellation d'origine protégée.